# Projeto Galileo

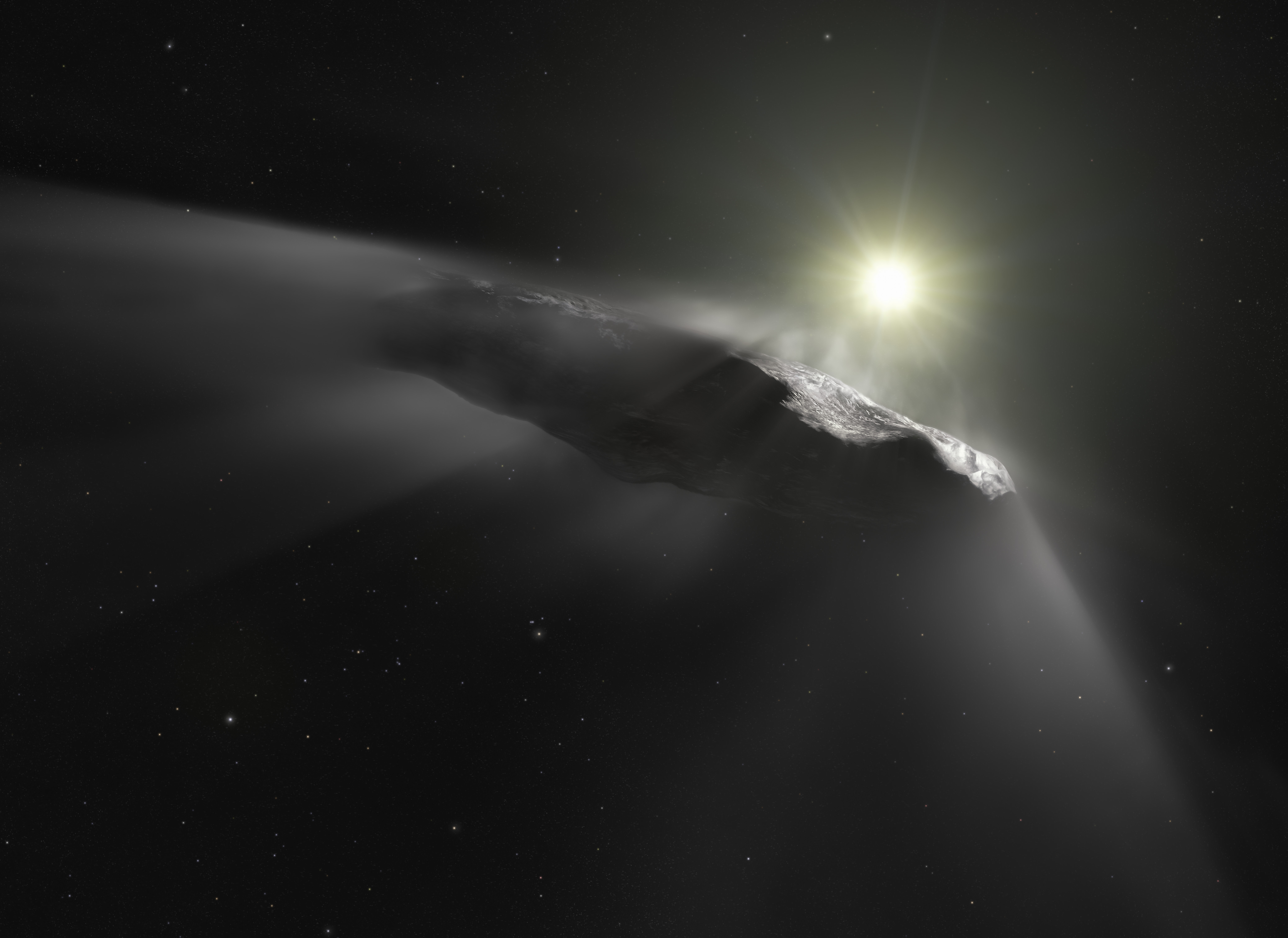
Imagem do primeiro objeto interestelar descoberto no Sistema Solar, `Oumuamua.

O Projeto Galileo é um grupo de pesquisa que visa identificar a natureza dos objetos interestelares voadores não identificado e objetos do tipo 'Oumuamua usando o método científico padrão baseado em uma análise transparente de dados científicos abertos a serem coletados usando instrumentos otimizados. O objetivo do Projeto Galileo incentiva a busca por assinaturas tecnológicas extraterrestres de Civilizações Tecnológicas Extraterrestres (ETCs) a partir de observações e lendas acidentais ou anedóticas para a corrente principal de pesquisa científica transparente, validada e sistemática. O Centro Harvard-Smithsonian de Astrofísica em Cambridge, Massachusetts em 26 de julho de 2021 anunciou o início do projeto.
Um algoritmo de inteligência artificial será desenvolvido pelo Projeto para localizar objetos interestelares que poderiam ser de origem artificial, bem como satélites e fenômenos aéreos não identificados que se acredita terem sido construídos por civilizações de tecnologia extraterrestre. O Projeto Galileo é liderado pelo Diretor de Teoria da Ciência para as Iniciativas Breakthrough da Fundação Breakthrough Prize que é professor de astronomia da Harvard, Avi Loeb.